# Martine de Boisdeffre
Martine de Boisdeffre, née Langlade le 15 août 1957 à Orthez (Pyrénées-Atlantiques), est une haute fonctionnaire française.
Conseillère d’État, elle est présidente de la section du rapport et des études du Conseil d'État depuis 14 mars 2017, après avoir été directrice des Archives de France de 2001 à 2010 et présidente de la Cour administrative d'appel de Versailles de 2010 à 2017.

## Biographie

### Formation
Elle est élève de l’École normale supérieure de jeunes filles de Sèvres (1976 L) et diplômée de  l'Institut d'études politiques de Paris (1978 voie Service Public). Elle est ensuite admise à l'École nationale d'administration en 1983 (promotion Solidarité) et intègre à sa sortie le Conseil d'État.

### Carrière
Elle est la dernière directrice des Archives de France du 22 janvier 2001 au 1er février 2010, la direction étant ensuite requalifiée en service interministériel des archives de France.
Elle est ensuite présidente de la Cour administrative d'appel de Versailles du 5 juillet 2010 au 14 mars 2017. Du 14 mars 2017 au 18 août 2025, elle officie en tant que présidente de la section du rapport et des études du Conseil d'État, devenue la section des études, de la prospective et de la coopération en 2024. Elle est également président du conseil d'administration de l'Institution nationale des Invalides depuis le 12 octobre 2000.
En 2021, son nom est cité pour succéder à Bruno Lasserre à la présidence du Conseil d'État. C'est finalement Didier Tabuteau qui est nommé vice-président le 5 janvier 2022.

## Décorations
- Commandeur de la Légion d'honneur en 2022[12] (officière en 2010[13]).
- Commandeur de l'ordre national du Mérite en 2017[14].